# Ariane Koch
Ariane Koch (* 25. Juli 1988 in Basel) ist eine Schweizer Schriftstellerin sowie Theater- und Performance-Künstlerin.

## Leben
Nach dem Erwerb des Bachelor of Arts-Abschlusses an der Hochschule für Gestaltung und Kunst Basel, wo sie von 2008 bis 2011 Bildende Kunst studiert hatte, befasste sich Ariane Koch bis 2013 noch „vereinzelte Semester“ mit Theaterwissenschaft an der Universität Bern sowie mit Philosophie an der Universität Basel. 2019 schloss sie ein 2017 aufgenommenes Vertiefungsstudium im Bereich Literarisches Schreiben am interdisziplinär ausgerichteten Y-Institut der Hochschule der Künste Bern mit dem Master of Contemporary Arts Practice ab.
Bereits im Jahre 2010 war Koch als Mitgründerin und Redakteurin eines neuen in Basel erscheinenden Kulturmagazins namens Lasso in Erscheinung getreten, das sich als Plattform für Kunst und Literatur verstand, dessen Herausgabe Ende 2015 jedoch mit der siebten, dem Thema „cosmic“ gewidmeten Ausgabe offenbar eingestellt wurde. 2012 absolvierte sie ein Praktikum im Bereich Theater/Tanz/Musik in der Kaserne Basel, danach war sie für ein Jahr als Assistentin in der Stadtgalerie Bern tätig; in dieser Zeit kuratierte sie auch die dreitägige Performance »Happy End« mit Muda Mathis, Sus Zwick, Sarina Scheidegger u. a. Mit dem professionellen – auch kollaborativen – Schreiben von Theater- und Performancetexten begann sie nach eigenen Angaben 2013. Koch ist Teil der freien Theatergruppe GKW (Moïra Gilliéron, Ariane Koch, Zino Wey), die „gemeinsame Projekte zwischen Metaphysik und poetischer Sciencefiction, welche meist vom Verschwinden, von Menschlichkeit und der zukünftigen Vergangenheit handeln,“ durchführt. Kochs Stücke werden auch auf internationalen Bühnen aufgeführt, ihr Schaffen wurde durch zahlreiche Stipendien sowie andere Fördermaßnahmen unterstützt. Sie hatte in der Spielzeit 2015/16 die Hausautorschaft am Luzerner Theater und 2022/23 am Theater Basel inne.
Ihr Stück Die toten Freunde (Dinosauriermonologe) erhielt 2022 den 1. Else-Lasker-Schüler-Stückepreis und eine Einladung zu den Autorentheatertagen 2023 am Deutschen Theater Berlin. Außerdem ist Ariane Kochs Debütroman Die Aufdrängung im Sommer 2021 beim Suhrkamp Verlag erschienen und wurde mit dem Aspekte-Literaturpreis des ZDF und einem der Schweizer Literaturpreise 2022 ausgezeichnet. Die Aufdrängung  wurde in der Spielzeit 2022/23 am Theater Basel (Regie: Marie Bues) uraufgeführt. Ariane Koch trat zudem zahlreiche Male mit der Rockmusikerin Nadja Zela in einer konzertanten Version von Die Aufdrängung auf. Der Roman wird aktuell in zehn Sprachen übersetzt. Seit 2019 unterrichtet Ariane Koch regelmäßig an der Hochschule für Gestaltung und Kunst in Basel (HGK). 2024 erschien ihr Theaterstück Kranke Hunde im Suhrkamp Theater Verlag als Buchpublikation, welches unter anderem für den Literaturpreis Text & Sprache nominiert war.

## Werke (Auswahl)

### Theater
- 2024: Kranke Hunde. Suhrkamp, Berlin 2024, ISBN 978-3-518-43208-2.
- 2024: Sturm, mein Lieblingswetter, Uraufführung am Badischen Staatstheater Karlsruhe (Regie: Simone Blattner).
- 2023: Kranke Hunde. Uraufführung am Theater Basel (Regie: Sebastian Nübling).
- 2022: Die toten Freunde (Dinosauriermonologe), Uraufführung am Pfalztheater Kaiserslautern (Regie: Simone Blattner).
- 2020: verdeckt, Uraufführung an der Bühne Aarau (Regie: Olivier Keller).[10]
- 2018: Wer ist Walter, Uraufführung am Theater Bonn (Regie: Simone Blattner)[11]
- 2017: Extase, Uraufführung am Ballhaus Ost Berlin (Regie: Zino Wey).
- 2016: Homo Digitalis, Uraufführung an der Kaserne Basel (Regie: Zino Wey).
- 2016: (gemeinsam mit Michael Fehr und Dominik Busch): Essen Zahlen Sterben, Uraufführung am Luzerner Theater (Regie: Franz-Xaver Mayr und Johanna Zielinski).[12]
- 2015: (gemeinsam mit Joël László): Zukunft Europa, Uraufführung am Theater Tuchlaube Aarau (Regie: Olivier Keller).
- 2013: Mein Enkel 2072, Uraufführung bei den „Treibstoff“-Theatertagen in der Kaserne Basel.[13]

### Performances (Auswahl)
- [14] 2018 (mit Sarina Scheidegger): Everybody's leaving, we are showing up, Kunsthalle Basel
- 2018 (mit Sarina Scheidegger): A place to be (not), Swiss Art Awards
- 2018 (mit Sarina Scheidegger): Ohne Titel (Performerin mit Bild), Aargauer Kunsthaus
- 2015 (mit Sarina Scheidegger): Alles schwarz.[15], Ausstellungsraum Klingental, Basel
- seit 2014 (mit Sarina Scheidegger): Rosa und Louise – ein feministisches Manifest in dialogischer Form.[16], verschiedene Orte

### Hörspiele/-stücke
- 2022: Dinosauriermonologe. Singspiel mit dem Nachwort einer Birke (Komposition und Regie der Hörspielbearbeitung: Antje Vowinckel)[17]
- 2022: forever young – ein Gedichtzyklus von Ötzi.[18]
- 2020: Drei Neue Bunker[19]

### Schriften  (Auswahl)
- Kranke Hunde. Suhrkamp, Berlin 2024, ISBN 978-3-518-43208-2.
- Ich war nie klein, In: Literatur + Kritik 581/582, Otto Müller Verlag, Salzburg 2044.
- Den Staub wegblasen. In: Republik – Das digitale Magazin für Politik, Wirtschaft, Gesellschaft und Kultur. Abgerufen am 31. Januar 2023 (Serie «Zu Unrecht vergessen», Folge 4: Maja Beutler).
- Die Schlafpartei. In: Surprise Strassenmagazin 529 (2022), S. 20 f. (online bei Issuu).
- Die Aufdrängung. Roman (= edition suhrkamp. Band 2784). Suhrkamp, Berlin 2021, ISBN 978-3-518-12784-1.

## Eigene Äußerungen
Im Vorfeld der Uraufführung ihres Stücks Die toten Freunde (Dinosauriermonologe) am Pfalztheater|Pfalztheater Kaiserslautern betonte Koch ihr „Interesse für das Absurde, Musikalische, Heitere“, das sie mit der Regisseurin Simone Blattner teile. Im Hinblick auf Frauenfiguren in ihren Werken sagte Koch 2021 im Interview: „Mich reizen bösartige Frauenfiguren schon länger, auch im Schreiben fürs Theater, weil sie in der Kunst noch nicht so oft vorkommen. […]  Ich möchte daran beteiligt sein, das ganze mögliche Spektrum an Frauenfiguren aufzufüllen“. Sie wies dabei hinsichtlich der Protagonistin von Die Aufdrängung darauf hin, dass deren Bösartigkeit „auch eine Bösartigkeit sich selbst gegenüber“ sei: Diese Figur erlebe „eine innere Heimatlosigkeit, eine Selbstentfremdung.“

## Auszeichnungen

### Preise
- 2022: Literaturpreis Das Zweite Buch der Marianne und Curt Dienemann-Stiftung Luzern für das Romanprojekt Die grosse Spaltenforscherin.[22]
- 2022: 1. Preis des Else Lasker-Schüler-Stückepreises für Die toten Freunde (Dinosauriermonologe).[23]
- 2022: Schweizer Literaturpreis für den Roman Die Aufdrängung.[24]
- 2021: Aspekte-Literaturpreis des ZDF für den Roman Die Aufdrängung.[25]

### Stipendien/Residenzen
- 2022/23: Landis & Gyr Stiftung Residency (Atelierstipendium), London.[26]
- 2021: Artist in Residence bei Muzeum Susch.[27]
- 2020: SASSO Residency (mit GKW), Ticino.
- 2020: Atelier Mondial, Cité internationale des Arts, Paris[28]
- 2020: Nominierung als eine von fünf Finalisten für das vom Schauspielhaus (Wien) vergebene Hans-Gratzer-Stipendium 2020.[29]
- 2016 Kammerclub3-Residency (mit Zino Wey), Münchner Kammerspiele, München.
- 2014 Writer in Residence, Literarisches Colloquium Berlin.
- 2013/14 Dramenprozessor, Theater Winkelwiese Zürich[30]